# Mohammed Sztajeh
Mohammed Sztajeh (arab. محمد اشتية, trb. Muhammad Isztajja; ur. 17 stycznia 1958 w Anabta) – palestyński polityk, w latach 2019–2024 premier Palestyny. 
Ukończył ekonomię na Uniwersytecie Sussex w Brighton, uzyskując stopień doktora. Autor licznych publikacji z zakresu ekonomii, politologii i historii. Negocjator w konflikcie izraelsko-palestyńskim. Wykładowca Uniwersytetu w Birzeit. Pełnił funkcję ministra robót publicznych i budownictwa.

## Publikacje
- المختصر في تاريخ فلسطين [ trb. Al-Muchtasar fi tarich Falastin], دار الشروق [Dar Asz-Szuruk], بيروت [Bajrut], (2015)
- إكليل من شوك [ trb. Iklil Min Szuk], الدار العربية للعلوم ناشرون [Ad-Dar al-Arabijja li-Lalum Naszirun], بيروت [Bajrut], (2004)
- Israeli settlements and The Erosion of Two-States Solution, Dar Asz-Szuruk, Bajrut, (2015)
- The Palestinian Economy in the Transitional Period PECDAR, 3d ed. (2010)
- A Jerusalem Developmental Vision, PECDAR, (2010)
- The Encyclopedia of Palestinian Terms and Concepts, Palestinian Center for Regional Studies, (2009)
- The Economies of Islamic Waqf in the Lands of the Palestinian Authority, PECDAR, 1st ed. (2000); 2nd ed. (2006)
- Housing Policy in Palestine, Ministry of Public Works & Housing, Ramallah, (2006)
- Israel’s Disengagement from the Gaza Strip, PECDAR, (2006)
- Palestine: Country Profile, PECDAR, (2006)
- Vision for Palestine, PECDAR, Jerusalem, (2005)
- Municipalities and Local Government Units in Palestine – Establishment, Function and its Role in Economic Development, PECDAR, Jerusalem, (2004)
- The Islamic Movements in the Middle East, Palestinian Center for Regional Studies, Al-Bireh, (2000)
- The Future of the Jewish Settlements, Palestinian Center for Regional Studies, Al-Bireh, (2000)
- Israel in the Region: Conflict, Hegemony, or Cooperation, Palestinian Center for Regional Studies, Al-Bireh, (1998)
- Private-Sector Credits: Donor Assistance, PECDAR, Jerusalem, (1998)
- The Politics of the Middle East Development Bank, Palestinian Center for Regional Studies, Al-Bireh, (1998)
- Palestine: Building the Foundation of Economic Growth, PECDAR, 1st ed. (1987); 2nd ed. (1998)
- The Benelux: A Paradigm for the Middle East?, Palestinian Center for Regional Studies, Al-Bireh, (1998)
- Scenarios on the Future of Jerusalem, Palestinian Center for Regional Studies, Al-Bireh, (1998)
- Labor Migration in the Middle East, Palestinian Center for Regional Studies, Al-Bireh, (1997)
- A’naba: A Palestinian Destroyed Village, Birzeit University, Research Center, (1992)
- The Israeli Immigration and Colonial Settlements: A Zero-sum Situation?, Peter Demand, ed., The Dynamics of Self-Determination, The Hague, (1991)
- Ein Karem: A Palestinian Destroyed Village, Birzeit University, Research Center (1982)